# 591房屋交易網
591房屋交易網，是一家臺灣房屋交易網站，成立於2007年。該網站屬於台灣數字科技股份有限公司。網站最初只由單一租屋功能入手。因大量投放台灣電視廣告（TVBS、三立、東森、中天、民視、Discovery）、捷運廣告，得以提高知名度和市佔率。后開拓中古屋出售、商鋪、二手家具、新建案等其他業務。

## 爭議事件
2014年6月，好房網檢舉591租屋網推出的「出租刊登」抄襲好房網APP首創功能「即拍即刊」，591租屋網「看屋筆記」抄襲好房網「個人圖文備註」設計及功能。同年11月，中華民國公平交易委員會回覆稱，此類功能非好房網原創，國外網站已有，591未違反公平交易法。
另外，亦有騙徒在591房屋交易網平台發佈誘人圖片、低價，或向租客發送英文郵件，說明自己身在國外，要求付款到指定賬戶，先匯款，再看房，藉以騙取他人錢財。

## 榮譽
- 2015年，《數位時代》雜誌結合Alexa.com、創市際comScore兩家監測機構的六個月監測數據，公佈台灣網路100強總榜單，「591房屋交易網」排名第45名。[4]
- 2015年，《數位時代》雜誌公佈台灣最吸引眼球的網站榜單，「591房屋交易網」次於Youtube、Facebook，排名第3名。（《數位時代》第250期[4][5]）